# Darrell Pace
Darrell Pace, ameriški lokostrelec, * 23. oktober 1956, Cincinnati, Ohio. 
Sodeloval je na lokostrelskem delu poletnih olimpijskih igrah leta 1976, leta 1984 in leta 1988.